# ألين هيل
ألين هيل (بالإنجليزية: Allen Hill) (و. 1843 – 1910 م) هو لاعب كريكت، وحكم كركيت ‏ بريطاني، توفي عن عمر يناهز 67 عاماً.

## روابط خارجية
- ألين هيل على موقع إي آس بي آن كريك إنفو (الإنجليزية)